# Alberto Risco Alcántara
Alberto Risco Alcántara (Córdoba, España, 30 de agosto de 2005) es un futbolista español que juega de centrocampista en el Getafe C. F. de la Primera División de España.

## Trayectoria
Nacido en Córdoba, Andalucía, fichó por el Real Madrid C. F. de La Fábrica en 2012, con siete años, y recibió notoriedad nacional durante la edición de 2017 del torneo LaLiga Promises celebrado en Nueva Jersey tras marcar en una acción individual. Dejó a Los Blancos en 2020 tras jugar en el equipo Cadete B, y poco después se incorporó a las categorías inferiores del Getafe C. F.
El 27 de abril de 2024, antes incluso de haber jugado con el filial, debutó como profesional -y en LaLiga- sustituyendo en los últimos minutos a Luis Milla en la victoria a domicilio por 3-1 ante la U. D. Almería, que certificó el descenso de los andaluces.
En julio de 2024 renovó su contrato y ascendió al equipo B de Segunda Federación.

## Estadísticas

### Clubes
Actualizado al último partido disputado el 5 de octubre de 2024.
| Club                  | Div.          | Temporada     | Liga  | Liga  | Copas nacionales | Copas nacionales | Copas internacionales | Copas internacionales | Total | Total |
| Club                  | Div.          | Temporada     | Part. | Goles | Part.            | Goles            | Part.                 | Goles                 | Part. | Goles |
| --------------------- | ------------- | ------------- | ----- | ----- | ---------------- | ---------------- | --------------------- | --------------------- | ----- | ----- |
| Getafe C. F. · España | 1.ª           | 2023-24       | 4     | 0     | 0                | 0                | —                     | —                     | 4     | 0     |
| Getafe C. F. · España | 1.ª           | 2024-25       | 5     | 0     | 0                | 0                | —                     | —                     | 5     | 0     |
| Getafe C. F. · España | Total club    | Total club    | 9     | 0     | 0                | 0                | 0                     | 0                     | 9     | 0     |
| Total carrera         | Total carrera | Total carrera | 9     | 0     | 0                | 0                | 0                     | 0                     | 9     | 0     |